# Merry Anders
Merry Anders (eigentlich Mary Helen Anderson; * 22. Mai 1934 in Cook County, Illinois; † 28. Oktober 2012 in Encino, Kalifornien) war eine US-amerikanische Schauspielerin.

## Leben
Anders begann ihre Karriere 1951 mit zunächst kleinen Rollen. Ihre erste größere Rolle hatte sie mit der Nachfolge von Ann E. Todd als Tochter des Hauptdarstellers in der letzten Staffel der Fernsehserie Stu Erwin Show. Es folgte ein Engagement in der 26-teiligen Sitcom It's Always Jan, die 1956 ausgestrahlt wurde. Auf zwei Staffeln brachte es die nach dem erfolgreichen Film entwickelte Serie How to Marry a Millionaire, in der Anders, Barbara Eden und Lori Nelson von 1957 bis 1959 drei in New York lebende Mädchen auf der Suche nach ihrem wohlhabenden Ehemann darstellten. Bis Mitte der 1960er Jahre trat Anders in zahlreichen Fernsehserien als Gaststar auf; letztmals mehrere Folgen drehte sie bei Dragnet 1967, wo sie in insgesamt sieben Folgen eine Rolle innehatte.
Ihre Leinwandkarriere war umfangreich, aber auf B-Filme beschränkt; zahlreiche gering budgetierte Genrefilme ohne nennenswerte Qualitäten bilden den Großteil ihrer Arbeit auf diesem Gebiet. 1972 zog sich Anders von der Schauspielerei zurück und arbeitete für eine Abteilung von Litton Industries. 1994 ging sie in den Ruhestand.

## Filmografie (Auswahl)
- 1951: Golden Girl
- 1952: Im Dutzend heiratsfähig (Bells On Their Toes)
- 1952: Die Legion der Verdammten (Les Misérables)
- 1953: The Farmer Takes a Wife
- 1953: Der Untergang der Titanic (Titanic)
- 1953: Wie angelt man sich einen Millionär? (How to Marry a Millionaire)
- 1954: The Stu Erwin Show (Fernsehserie, 26 Folgen)
- 1955–1956: It's Always Jan (Fernsehserie, 6 Folgen)
- 1957: Calypso-Fieber (Calypso Heat Wave)
- 1957: Flintenweiber (The Dalton Girls)
- 1957: Tod in kleinen Dosen (Death in Small Doses)
- 1957–1959: How to Marry a Millionaire (Fernsehserie, 52 Folgen)
- 1958–1962: 77 Sunset Strip (Fernsehserie, 5 Folgen)
- 1959: Die gefährlichen Fünf (Five Bold Women)
- 1960: Die 13 Opfer des Dr. Desmond (The Hypnotic Eye)
- 1960: Im Visier (The Walking Target)
- 1960–1961: Maverick (Fernsehserie, 4 Folgen)
- 1960–1962: Hawaiian Eye (Fernsehserie, 4 Folgen)
- 1961: Der Fall Patty Smith – § 218 (The Case of Patty Smith)
- 1961: Ein Mann gegen alle (The Gambler Wore a Gun)
- 1961: Die Schönheit und das Ungeheuer (Beauty And the Beast)
- 1961–1964: Perry Mason (Fernsehserie, 3 Folgen)
- 1963: In Montana ist die Hölle los (The Quick Gun)
- 1964: 2071: Mutan-Bestien gegen Roboter (The Time Travelers)
- 1964: Revolverhelden von Fall River (Young Fury)
- 1965: Cowboy-Melodie (Tickle Me)
- 1965–1966: Never Too Young (Fernsehserie, 147 Folgen)
- 1966: Das Steinzeitsyndrom (Women of the Prehistoric Planet)
- 1967–1968: Polizeibericht (Dragnet 1967) (Fernsehserie, 8 Folgen)
- 1970: Airport
- 1971: Blutige Verschwörung (Blood Legacy)
- 1971: Rauchende Colts (Gunsmoke) (Fernsehserie, 2 Folgen)